# Licor creme irlandês
O Licor Creme Irlandês ou Irish Cream é um licor creme baseado no whiskey irlandês, nata e outros aromas. Normalmente tem um teor alcoólico de 15 a 20% e é servido simples ou em bebidas mistas, mais comumente o Café Irlandês (Irish Coffee). Os seus maiores mercados são o Reino Unido, Canadá e Estados Unidos . Não é um produto tradicional irlandês, já que a primeira versão dele, Baileys, foi inventada por uma agência de criação trabalhando para o escritório de Dublin da International Distillers & Vintners em 1973. Na União Europeia, o creme irlandês é um produto com indicador geográfico protegido que deve ser produzido na Irlanda.

## Marcas
As principais marcas de Licor Creme Irlandês incluem Baileys, Kerrygold, Carolans e Saint Brendan's. O maior fabricante é a Diageo.

## Como Usar
O Licor Creme Irlandês é servido direto, em copos rocks ou em bebidas mistas, muitas vezes em combinação com Kahlúa num café irlandês ou chocolate quente. É também comumente acrescentado aos White Russians. Algumas pessoas usam Licor Creme Irlandês para dar sabor a sobremesas e outros doces.